# Tương Thành, Tương Dương
Tương Thành (Tiếng Trung: 襄城区), là một quận (khu) thuộc thành phố Tương Dương, tỉnh Hồ Bắc, Trung Quốc.

## Diện tích, dân số
Tương Thành có tổng diện tích 670,8 kilômét vuông, dân số năm 2004 là 490.000 người.

## Phân cấp hành chính
Tương Dương có 8 đơn vị cấp hương, bao gồm:
- 5 nhai đạo: Vương Phủ, Chiêu Minh, Bàng Công, Đàn Khê, Long Trung
- 2 trấn: Ngọa Long, Âu Miếu
- 1 hương: Doãn Tập.